# Mol (Antuérpia)
Mol é um município da Bélgica localizado no distrito de Turnhout, província de Antuérpia, região da Flandres. Faz divisa com os Países Baixos.
Em Mol está localizado um centro federal de pesquisa em energia nuclear (SCK/CEN) além de outras empresas de pesquisa e desenvolvimento como o Vito.

## Lazer
Mol possui um parque recreacional chamado Zilvermer que possui área de mergulho, praia artificial, área de camping, além de uma unidade do SunPark para recreação aquática indoor.
A Abadia de Postel fica a cerca de 15 km do centro da cidade e possui área para passeios, repouso, restaurante, e loja de produtos artesanais (cerveja, queijo, salame, especuloos) feitos pelos monges locais. É bastante frequentada nos finais de semana.

## Transporte
Mol possui uma estação de trem da NMBS que a conecta com Antuérpia a oeste e Hasselt a leste. Ao lado da estação de trem encontra-se a estação de onibus que interliga Mol com cidades próximas como Balen, Geel e Dessel, além de cidades mais distantes como Turnhout, Aarschot e Leuven através de onibus metropolitano. A cidade é servida pelo Bel Bus (De Lijn). O aeroporto mais próximo fica em Eindhoven.

## Habitantes famosos
- Tom Boonen, ciclista profissional que atua em competições de ciclismo de estrada.